# Генерал морского ведомства
Генерал морского ведомства — устойчивое официальное именование тех военачальников Российской империи XIX — начала XX века, которые служили по Военно-морскому ведомству и имели военный чин 2-го класса Табели о рангах без указания рода войск, то есть не являлись ни генералами от инфантерии, ни генералами от кавалерии, ни генералами от артиллерии, ни инженер-генералами. Чин, в который их производили, обозначался просто как генерал, однако, во избежание путаницы, в обиходе они назывались генералами флота, (де-юре, однако, такой чин не существовал). В официальных документах использовалась также формулировка полный генерал морского ведомства.
В отличие от «полных» адмиралов (в Российской империи — флотский чин 2-го класса Табели о рангах), генералы флота не командовали флотами или эскадрами. Среди них были гидрометеорологи (М. Н. Рыкачёв), начальники Главного управления кораблестроения (С. П. Дюшен), военные преподаватели и члены Главного военно-морского суда (Е. И. Аренс). В некоторых случаях генералы флота могли быть затем переименованы в адмиралы, сохранив чин того же класса (А. П. Епанчин). Легендарный русский кораблестроитель, академик А. Н. Крылов являлся именно генералом флота.
12 апреля 1899 года высочайшим повелением были утверждены форма обмундирования, а также вид эполетов и погон полных генералов морского ведомства.

## Список полных генералов морского ведомства
Список неполный
1. 1859 — Голенищев, Аркадий Васильевич (?)
2. 1860 — Кумани, Николай Михайлович (?-1869)
3. 1860 — Тишевский, Яков Дмитриевич (?-1863)
4. 1861 — Кутыгин, Матвей Иванович (1793—1862)
5. 1862 — Балосогло, Пантелей Иванович (1787-?)
6. 1862 — Кохиус, Василий Петрович (?-1873)
7. 1874 — Грейг, Самуил Алексеевич (1827—1887)
8. 1880 — Иванов, Виктор Андреевич (1805—1883)
9. 1886 — Комаровский, Иван Петрович (?-1888)
10. 1892 — Веселаго, Феодосий Фёдорович (1817—1895)
11. 1898 — Колокольцов, Александр Александрович (1833—1904)
12. 1902 — Зеленой, Павел Алексеевич (1833—1909)
13. 1904 — Епанчин, Алексей Павлович (1823—1913)
14. 1905 — Шанц, Фридрих Севастьянович (1836—1907)
15. 1909 — Андреев, Ипполит Петрович (1844-?)
16. 1909 — Нозиков, Николай Гаврилович (1839—1917)
17. 1909 — Палтов, Сергей Ильич (1843—1917)
18. 1909 — Рыкачёв, Михаил Александрович (1840—1919)
19. 1913 — Дюшен, Сергей Петрович (1857—1918)
20. 1913 — Радлов, Отто Леопольдович (1849—1916)
21. 1915 — Аренс, Евгений Иванович (1856—1931)
22. 1916 — Жданко, Михаил Ефимович (1855—1921)
23. 1916 — Крылов, Алексей Николаевич (1863—1945)
24. 1917 — Штенгер, Василий Александрович (1861—1933)
25. 1917 — Шульгин, Григорий Иванович (1856—1923)